# Benxi
Benxi ou Pen-hsi (本溪) é uma cidade da província de Liaoning, na China. Localiza-se no sul da província, na ferrovia de Shenyang para a Coreia. Tem cerca de 1,7 milhões habitantes. Foi fundada em 1915 como centro metalúrgico.

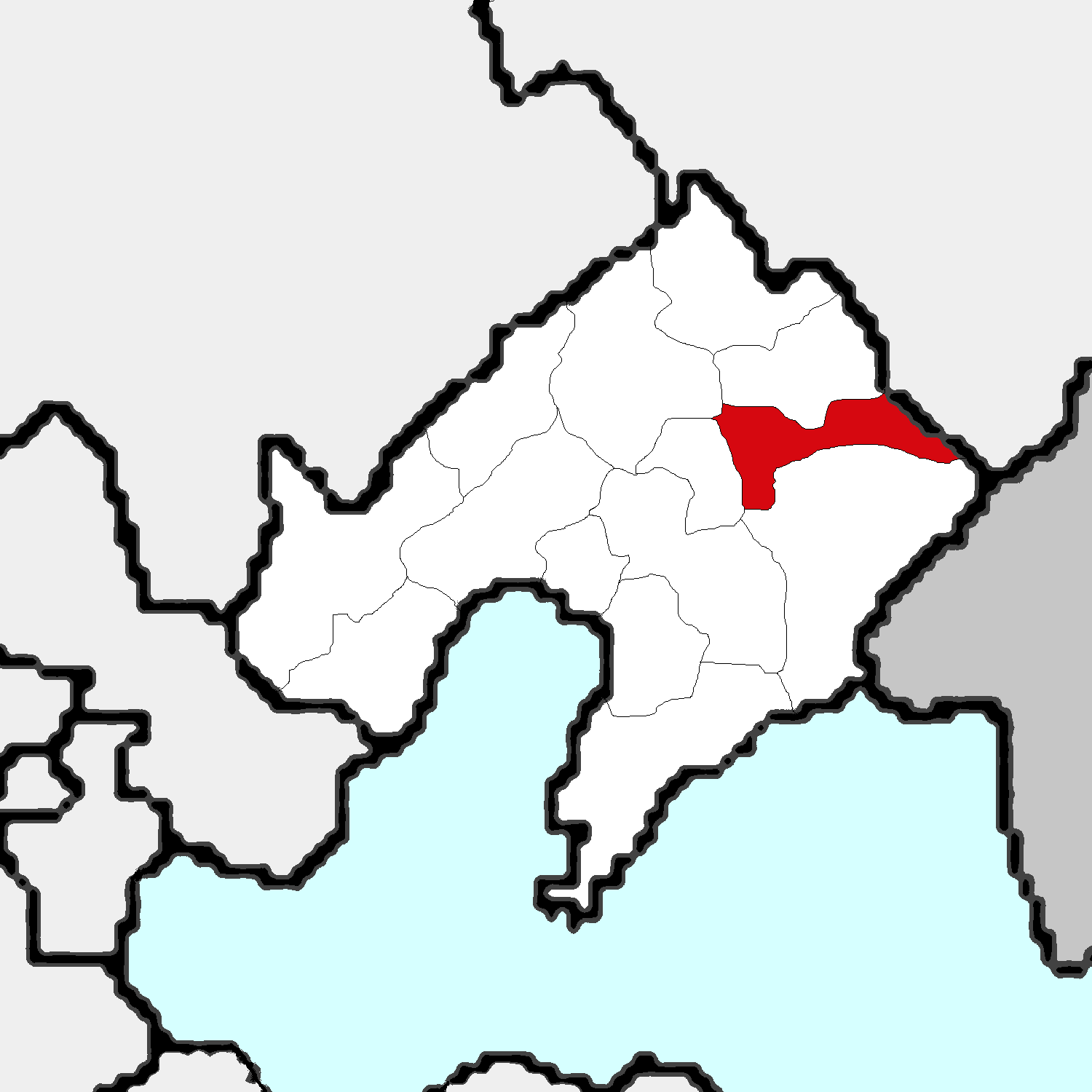
Benxi na Liaoning